# Новонукутский
Новонукутский (бур. Шэнэ Нүхэд) — посёлок в Иркутской области. Административный центр Нукутского района и сельского поселения «Новонукутское».

## География
Расположен на реке Заларинка, в 280 км от поселка Усть-Ордынский.

## История
Основан в 1958 году в связи со строительством Заларинского гипсового рудника.

## Население
| 1979 | 1989  | 2002  | 2010  | 2011  | 2012  | 2021  |
| ---- | ----- | ----- | ----- | ----- | ----- | ----- |
| 1866 | ↗3207 | ↘3143 | ↗3434 | ↘3429 | ↘3408 | ↗3505 |

## Экономика
На территории поселка расположен гипсовый карьер и завод «Knauf» (производство гипсокартона).
В промышленном производстве сегодня трудятся 217 человек, или 23,4 % от численности занятых в материальном производстве.
За 2009 год промышленными предприятиями района было отгружено товаров собственного производства, выполнено работ и услуг на сумму 268 696,5 тыс.рублей (в действующих ценах). Из них на долю ЗАО «Нукутский гипсовый карьер» пришлось 261 414 тыс.руб.

## Религия
В поселке представлено несколько религий: буддизм, православие, шаманизм.